# Bruno von Longoburgo
Bruno von Longoburgo (auch: Bruno da/de/di/of Longoburgo, Bruno Legoburgensi), entstanden aus Bruno da Longobucco (* um 1200 in Longobucco, Kalabrien; † etwa 1286 in Padua), war ein italienischer Chirurg und Verfasser einer Chirurgia magna.

## Leben
Gemäß dem Naturwissenschaftshistoriker George Sarton studierte Bruno Medizin in Salerno. Nach Auffassung von Mario Tabanelli, die wahrscheinlicher erscheint und der auch Gundolf Keil und Christoph Weißer folgen, studierte er in Bologna unter Ugo Borgognoni. Er hat in Padua praktiziert, wo er im Januar 1252 sein Hauptwerk in lateinischer Sprache, die Chirurgia magna („Die Große Chirurgie“) nach Aufenthalten in Vicenza und Verona beendet hat. Bruno von Longoburgo war an der Gründung der Universität von Padua beteiligt. Er schrieb in der Folge – wahrscheinlich noch in Padua – einen Auszug aus dieser Arbeit, die als kleiner Leitfaden für Wundärzte angelegte Chirurgia parva („Die Kleine Chirurgie“), unterteilt in 23 Kapitel.
Wie später nachgewiesen wurde, war eine von Teodorico Borgognoni (= Thiederik von Cervia) um 1265 (Gundolf Keil hält es für wahrscheinlich, dass Bruno zuvor verstorben sein könnte) verfasste Cyrurgia eine Version von Brunos Chirurgia magna. Als Erster stellte dies Jan Yperman fest („theodrijc screef uut brunen sinen boeken“), und wenig später Guy de Chauliac (mit dem Plagiatsvorwurf „Theodoricus […] rap[uit] omnia que dixit Brunus“) im einleitenden Capitulum singulare seines ebenfalls Chirurgia Magna betitelten Werkes.

## Chirurgia magna
Die Chirurgia magna basiert vor allem auf dem chirurgischen Werk von Abulcasis, das weitgehend von Constantinus Africanus und anderen übersetzt worden ist, angereichert mit den Ergebnissen eigener Beobachtungen Brunos von Longoburgo, der ein erfahrener Chirurg war. Das Werk wird jeweils in zwei Bücher von 20 Kapitel unterteilt.
Er beginnt seine Schrift mit einer Definition der Operation, die in erster Linie Handarbeit bedeute. Er postuliert, dass sie als letzte Maßnahme zu erfolgen hat, wenn andere Maßnahmen wie richtige Ernährung und Heilstrank nicht helfen würden. Entscheidend sei, dass Chirurgen durch lange Beobachtung und durch Fleiß ihr Fach erlernen müssten. Sie dürften weder Aussätzige sein, noch fettleibig. Sie müssten sich des Alkohols enthalten. Drei Bereiche habe ein Chirurg abzudecken: getrennte Teile wieder zusammenfügen, krankhafte Teile entfernen und unpassend vereinigte Teile wieder richtig zusammenfügen.
Erste deutschsprachige Übersetzungen des Werks wurden im 14. Jahrhundert angefertigt.

### Namensgleiche Werke
Unter dem Titel Chirurgia magna erschienen auch Werke von Lanfrank von Mailand (1245–1306), Guy de Chauliac (1298–1368) und Paracelsus. Auch unter dem Namen Andreas Vesalius wurde eine Chirurgia magna publiziert.